# La Publicidad
La Publicidad va ser una publicació diària redactada inicialment en espanyol i editada a Barcelona entre 1878 i 1922 que, en canviar de propietaris, passà a editar-se en català i va canviar el nom per La Publicitat.

## Història
Fundat el 25 de febrer del 1878, el diari tenia la redacció i impremta al carrer barceloní de Barberà i, entre 1878 i 1906, el director en fou Eusebi Corominas. En aquesta època era un diari polític de caràcter republicà i anticlerical en el que varen treballar Emili Costa i Carles Costa, com a redactors en cap, i hi col·laboraren Eduard Marquina, Lluís de Zulueta, Josep Maria Jordà, Marcel·lí Domingo. Donà suport a Jacint Verdaguer en el seu conflicte amb la jurisdicció eclesiàstica i criticà el lerrouxisme. A partir del 1906, Emili Junoy i Gelabert, persona afí a Lerroux en fou el director i el diari esdevé el principal òrgan de propaganda de l'ideari lerrouxista, però només dos anys més tard, Lluís Companys i Laureà Miró el posaren al servei del Partido Reformista de Melquiades Álvarez.
El 1915 fou adquirit pel navilier Antoni Tayà, amb Romà Jori com a director, que li donen un to més catalanista i obrerista, amb col·laboracions d'Andreu Nin, Antoni Rovira i Virgili, Eugeni Xammar, Carles Soldevila. Entre novembre de 1916 i gener del 1917 Francesc Macià fou corresponsal de la revista a París. L'1 d'octubre de 1922 el comprà Acció Catalana per a fern-ne l'aparell de difusió del partit. Després d'una etapa bilingüe, es transformà en un diari en llengua catalana amb el nom de La Publicitat.

## Fons gràfic
L'Arxiu Històric de la Ciutat de Barcelona conserva una important col·lecció de dibuixos d'Apel·les Mestres (1854-1936) integrada per 1.290 acudits originals publicats a La Publicidad, entre els anys 1896 i 1906, a la secció La Nota del Día.